# 瑪麗亞·克里斯蒂娜 (西班牙)
瑪麗亞·克里斯蒂娜（西班牙語：María Cristina de Borbón y Battenberg，1911年12月12日—1996年12月23日），西班牙國王阿方索十三世的次女。

## 家庭
1940年，瑪麗亞·克里斯蒂娜與恩里科·馬榮-琴扎諾（Enrico Marone-Cinzano，1895年—1968年）結婚，兩人共有四個女兒：
1. 維多利亞（1941年—）
2. 喬萬娜（1943年—）
3. 瑪麗亞·特蕾莎（1945年—）
4. 安娜·亞歷山德拉（1948年—）